# Cocked Hat
Cocked Hat är en bergstopp i Antarktis. Den ligger i Östantarktis. Nya Zeeland gör anspråk på området. Toppen på Cocked Hat är 1 127 meter över havet.
Terrängen runt Cocked Hat är huvudsakligen kuperad. Trakten är obefolkad. Det finns inga samhällen i närheten.